# Печенюги (зупинний пункт)
Печеню́ги — зупинний пункт Південно-Західної залізниці. Розташований поблизу села Печенюги.
Через платформу курсують дизель-поїзди сполученням Семенівка — Терещенська.